# San José (Kalifornien)
San José [ˌsænhoʊˈzeɪ] (amerikanisiert zu San Jose) ist eine Stadt in Kalifornien mit dem Sitz der County-Verwaltung des Santa Clara County. Die Stadt hatte laut der letzten Volkszählung im Jahr 2020 1.013.240 Einwohner. Sie liegt am Südende der San Francisco Bay innerhalb der informellen Grenzen des Silicon Valley.
Der Name San José entspricht der spanischen Schreibweise aus der Gründungszeit der Stadt. Namen mit nationalen Sonderzeichen werden in den USA üblicherweise nicht genutzt, deshalb wird dort gewöhnlich die Schreibweise San Jose verwendet. Auf der offiziellen Website der Stadt wird jedoch der spanische Name genutzt.
Die Stadt ist Sitz der San José State University und Sitz des Bistums San Jose in California.

## Bevölkerung
Nach der Volkszählung 2010 hatte die Stadt eine Bevölkerung von 945.942 (2004: 904.522, 2001: 894.943) und ist damit die größte Stadt in Nordkalifornien und drittgrößte in Kalifornien nach Los Angeles und San Diego.
Nach der Volkszählung des US Census Bureau hatte die Stadt 2020 1.013.240 Einwohner.
Zurzeit (2020) ist San José gemessen an der Bevölkerungszahl die zehntgrößte Stadt der Vereinigten Staaten.
Die Stadt San Jose weist ein rasantes Anwachsen der Bevölkerung auf: Von 1950 bis 2010 hat sich die Einwohnerzahl verzehnfacht. Von 1980 bis 2010 stieg sie immer noch um über 50 %.
| Jahr | Einwohner¹ |
| ---- | ---------- |
| 1950 | 95.280     |
| 1960 | 204.196    |
| 1970 | 459.913    |
| 1980 | 629.400    |
| 1990 | 782.248    |
| 2000 | 903.937    |
| 2010 | 952.555    |
| 2020 | 1.013.240  |

¹ 1950–2020: Volkszählungsergebnisse des US Census Bureau
Die Bevölkerung bestand laut dem Zensus von 2010 zu 28,7 Prozent aus Weißen und zu 3,2 Prozent aus Afroamerikanern; 32,0 Prozent waren asiatischer Herkunft, wobei die meisten von ihnen vietnamesischer, chinesischer, philippinischer und indischer Herkunft sind. 26,9 Prozent der Bevölkerung waren Hispanics, die zum allergrößten Teil mexikanischer Herkunft waren. Der Median des Einkommens je Haushalt lag 2017 bei 96.662 US-Dollar. 10 Prozent der Bevölkerung lebten unterhalb der Armutsgrenze. Die Armutsquote war eine der niedrigsten von allen amerikanischen Großstädten.

## Geographie

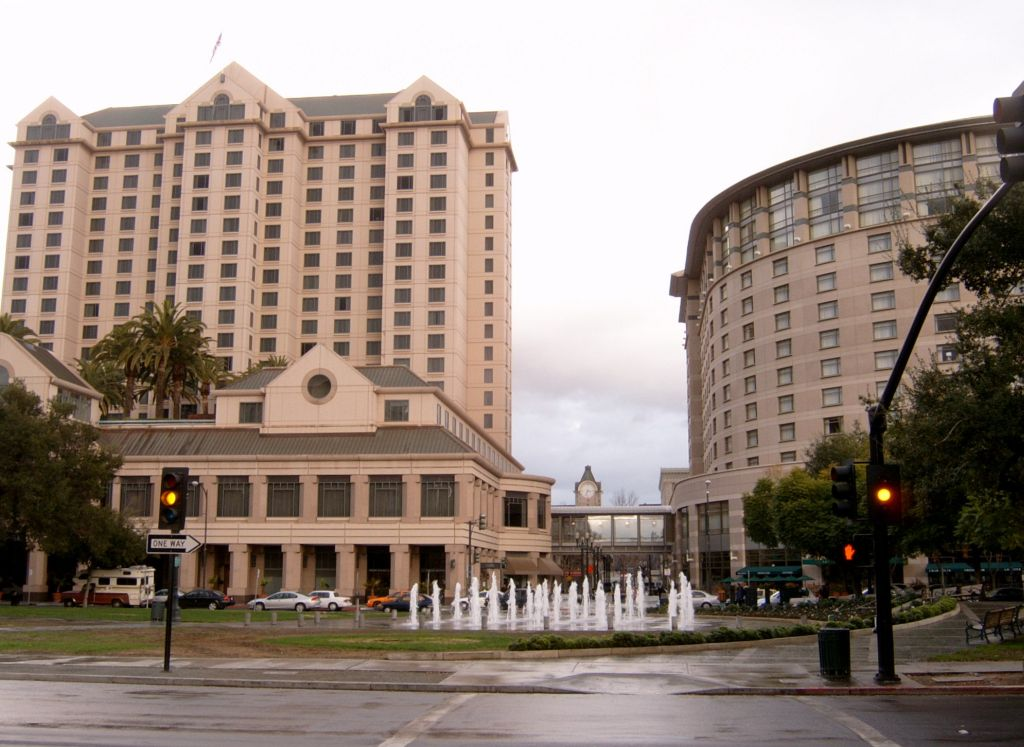
Plaza de César Chavez im Stadtzentrum

Die Stadt umfasst ein Gebiet von 461,5 km², davon sind 452,9 km² Land und 8,6 km² Wasser (1,86 Prozent).
Der Guadalupe River entspringt in den Santa Cruz Mountains (welche die South Bay von der Pazifikküste trennen), fließt dann nördlich durch San José und endet in der San Francisco Bay bei Alviso. Dieser Fluss ist bekannt als einziges Laichgebiet für Lachse, wo diese durch die Innenstadt einer Großstadt ziehen müssen.
Der niedrigste Punkt in San José ist der Meeresspiegel an der San Francisco Bay bei Alviso, der höchste ist bei 1327 Metern am Copernicus Peak, Mount Hamilton.
Stadtgliederung
Die Stadt ist in folgende Stadtteile untergliedert:
- Zentrum: Downtown San Jose, Japantown, Rose Garden, Sunol-Midtown, Willow Glen, Naglee Park, Newhall/College Park
- Norden: Alviso, Berryessa, North Valley
- Osten: Evergreen, Alum Rock, East Foothills, King and Story, Little Portugal
- Süden: Almaden Valley, Blossom Valley, Coyote Valley, Evergreen, Santa Teresa, San Felipe Valley, Silver Creek Valley
- Westen: Burbank, Cambrian Park, West San Jose, Winchester

## Geschichte

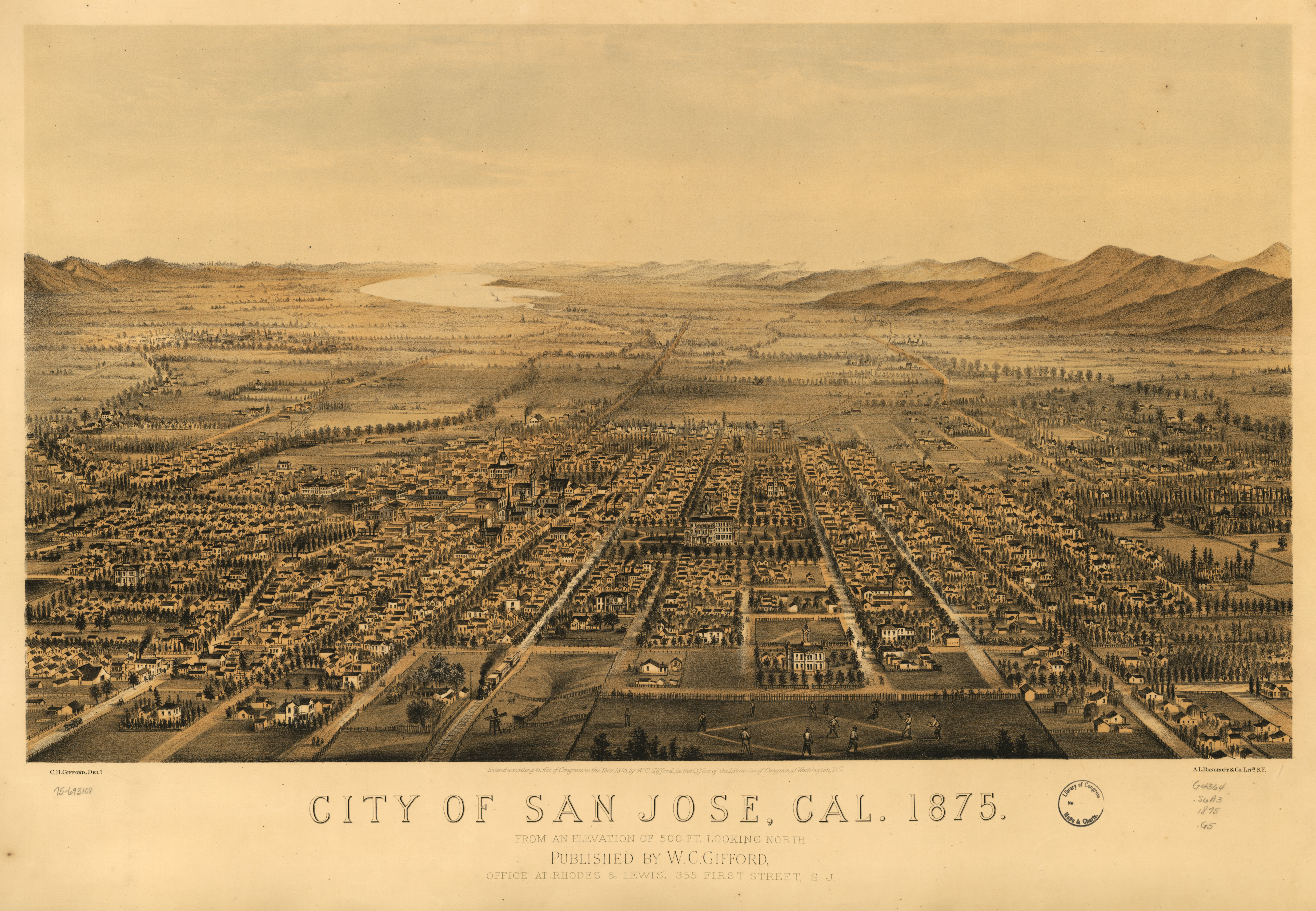
San Jose um 1875

El Pueblo de San José De Guadalupe wurde am 29. November 1777 gegründet und war die erste Siedlung in Alta California, die nicht aus einer Mission oder einem militärischen Posten hervorging. Die Stadt wurde als Verbund von Bauern gegründet, die Nahrung für die Presidios von San Francisco und Monterey erzeugten.
Am 27. März 1850 wurde San Jose als erste Stadt dem US-Bundesstaat Kalifornien eingegliedert. Sie war auch die erste Hauptstadt des Staates, in der die beiden ersten Gesetzgebungsversammlungen 1850 und 1851 abgehalten wurden.
San Jose mit seinen knapp 200 Ethnien gilt als Musterbeispiel erfolgreicher Integrationspolitik.(siehe Migrationssoziologie am Beispiel von San Jose)

## Wirtschaft und Infrastruktur
San José ist überwiegend Schlafstadt für Auspendler in die umliegenden Gemeinden des Silicon Valleys. Wegen der hohen dort erzielten Einkommen hat die Stadt das höchste Median-Einkommen pro Haushalt aller US-Großstädte von 96.662 USD in 2017. Die Gemeindefinanzen profitieren aufgrund spezifischer Bestimmungen in Kalifornien nicht davon, so dass die Stadtverwaltung seit kurz nach der Jahrtausendwende kaum noch in der Lage ist, ihre zentralen Funktionen zu erfüllen.
Die Metropolregion von San José, zu der auch die benachbarten Städte Sunnyvale und Santa Clara zählen, erbrachte 2016 eine Wirtschaftsleistung von 252 Milliarden US-Dollar. Das BIP pro Kopf betrug 119.695 Dollar, was es zur zweitreichsten Metropolregion des Landes macht.

### Unternehmen
San José ist der Stammsitz von Unternehmen wie der Cypress Semiconductor Corporation und deren solarem Ableger SunPower. Beide Firmen unterhalten hier ihre Forschungs- und Entwicklungsabteilungen sowie ihre Hauptverwaltungen. Außerdem haben eBay, Cisco, Netgear, zoom und der Software-Konzern Adobe Inc. ihren Hauptsitz in San José. IBM hat ein Entwicklungszentrum in Santa Teresa (Silicon Valley Lab) und ein Forschungszentrum im Almaden Valley (Almaden Research Center).

### Verkehr

#### Flugverkehr
Vom Flughafen San José aus bestehen einige internationale Kurz-, Mittel- und Langstrecken. Die amerikanischen Flag-Carriers American Airlines, Delta Airlines, Hawaiian Airlines und Southwest Airlines bieten Punkt-zu-Punkt Verbindungen zu vielen Umsteigeflughäfen der Metropolregionen innerhalb der USA an, unter anderem werden New York, Atlanta, Chicago und Los Angeles angeflogen. Internationale Langstrecken werden mit ANA nach Tokio, mit Lufthansa nach Frankfurt, mit British Airways nach London Heathrow sowie durch Hainan Airlines nach Peking bedient.
Mehr internationale Flugziele, vor allem die Langstrecken, werden weitestgehend vom größeren Flughafen San Francisco International Airport bedient, dieser Flughafen ist der neuntgrößte der USA und der zweitgrößte an der Westküste. Er ist mit einem direkten Busshuttle der Firma Monterey Airbus angebunden.

#### Eisenbahn und ÖPNV
Der zentrale Bahnhof der Stadt ist die Diridon Station und befindet sich in Downtown. Die Zugverbindungen entlang der Westküste und in der San Francisco Bay Area werden von Amtrak bzw. Caltrain durchgeführt. Ebenfalls ansässig vor Ort ist der Altamont Corridor Express, welcher als Regionalzug durch Kalifornien fährt. Im Nahverkehr kann der Bahnhof mit der innerstädtischen Straßenbahn VTA Light Rail sowie einigen Bussen der VTA und anderen Verkehrsunternehmen erreicht werden.
Darüber wurde im April 2023 seitens der Stadtverwaltung zur direkten Anbindung des Flughafens an den Bahnhof Diridon die Errichtung eines PRT-Systems beschlossen, nachdem zuvor andere Varianten wie beispielsweise eine Straßenbahnstrecke überprüft wurde. Die Eröffnung ist für ca. 2028 vorgesehen.

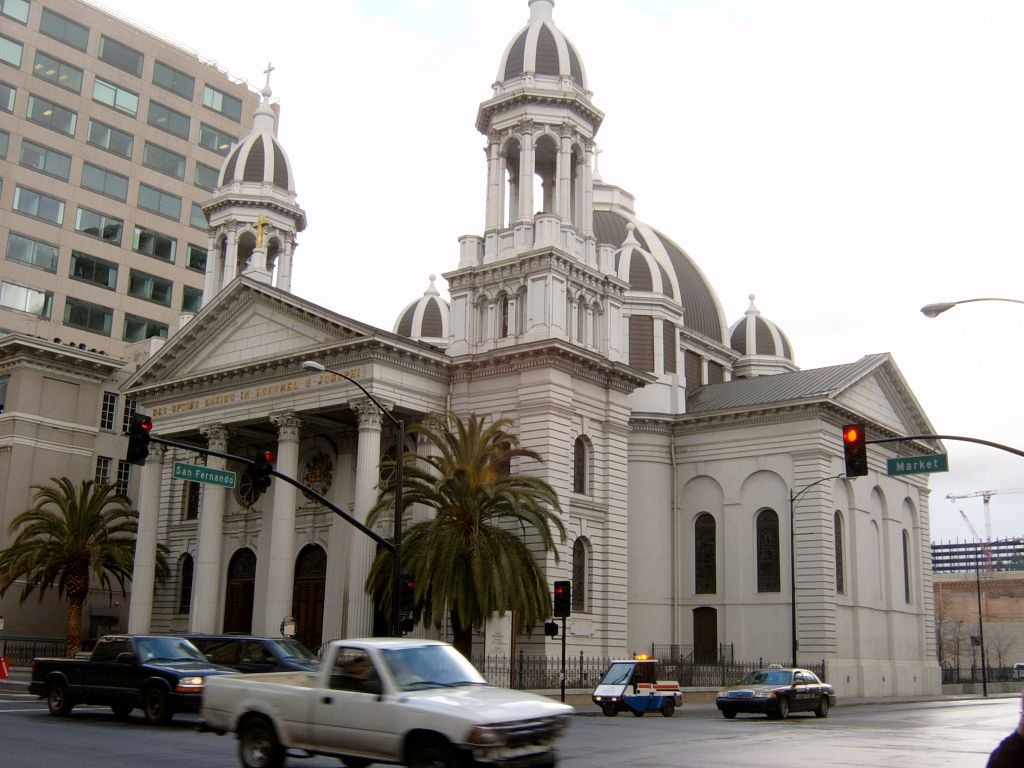
Basilica St. Joseph

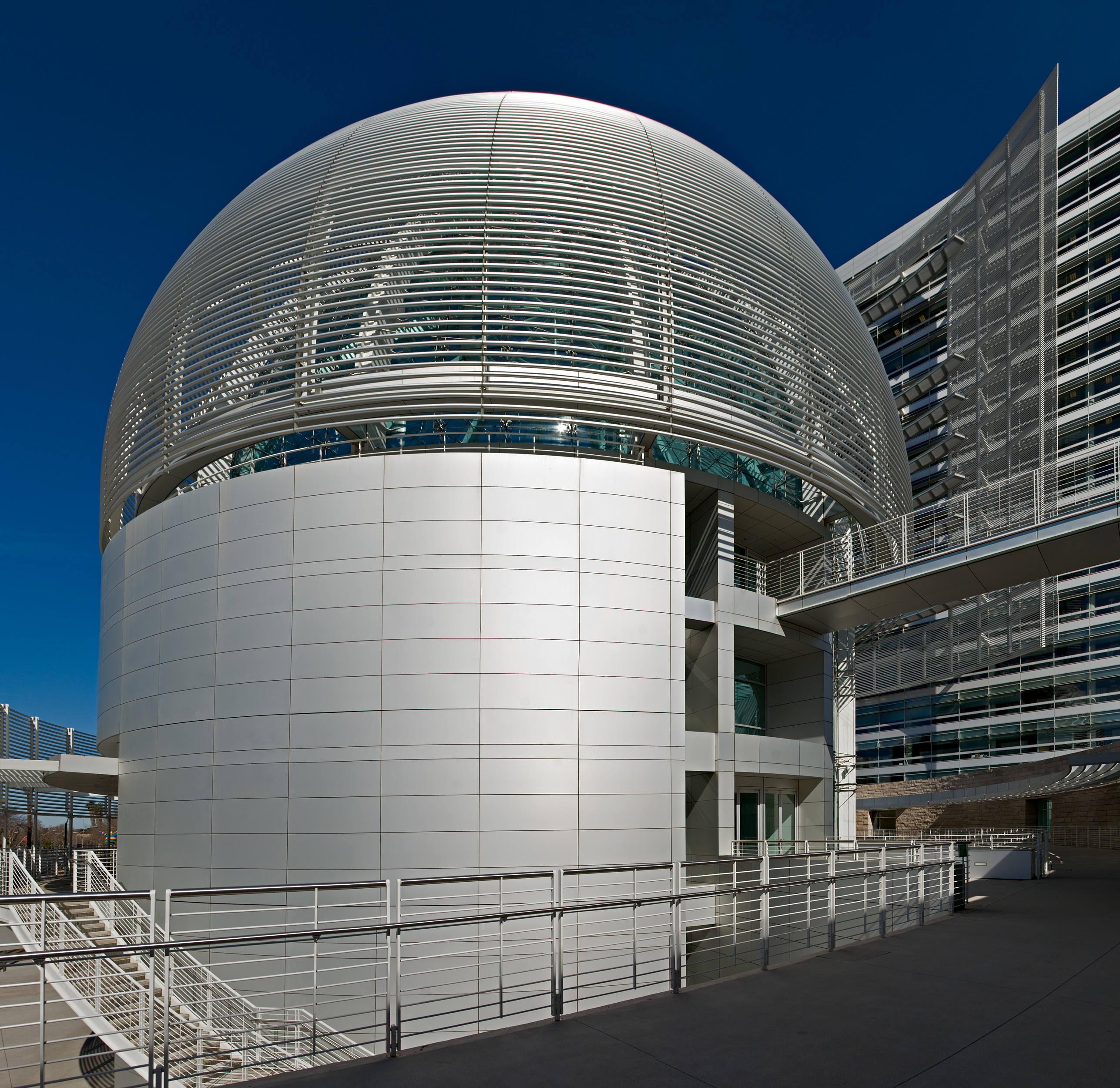
Rathaus Rotunda von San José

## Sehenswürdigkeiten
- Kathedralbasilika St. Joseph
- Winchester Mystery House
- The Tech Museum of Innovation
- San Jose Museum of Art
- San Jose Museum of Quilts and Textiles
- History Park at Kelley Park
- Rosicrucian Egyptian Museum
- Santana Row
- San Jose Jazz Festival
- The McEnery Convention Center
- San Pedro Square

## Sport
In der Nähe des Stadtzentrums steht das SAP Center, eine geschlossene Mehrzweckarena, die unter anderem von den San Jose Sharks, der NHL-Eishockeymannschaft der Stadt, genutzt wird. Hier finden aber auch andere Veranstaltungen, wie zum Beispiel Konzerte und das bis 2013 ausgetragene Tennis-Turnier, die SAP Open statt.
Das Fußball-Team der San José Earthquakes, das in der Major League Soccer spielt, trägt seine Heimspiele im nahe gelegenen Santa Clara aus.

## Städtepartnerschaften
Partnerstädte von San José sind
- Okayama (Japan), seit 1957
- San José (Costa Rica), seit 1961
- Veracruz (Mexiko), seit 1975
- Tainan (Republik China (Taiwan)), seit 1977
- Dublin (Irland), seit 1986
- Pune (Indien), seit 1992
- Jekaterinburg (Russland), seit 1992
- Guadalajara (Mexiko), seit 2014[10]